# James Maye
James Maye (ur. 29 stycznia 1981 w Amityville) – amerykański koszykarz grający na pozycji niskiego lub silnego skrzydłowego. Obecnie bez klubu.

## Przebieg kariery
Karierę rozpoczął w zespole NC-Greensboro z uniwersytetu w Greensboro, występującym w dywizji I NCAA. W klubie tym grał w latach 1999-2003. W kolejnym sezonie (2003/04) grał w norweskim klubie Asker Aliens. W latach 2004–2008 występował w lidze NBDL – początkowo (2004-2006) w drużynie Rome Gladiators, a następnie (2006-2008) w klubie Dakota Wizards. W styczniu 2006 roku przebywał na testach w zespole San Antonio Spurs, jednak klub nie zdecydował się podpisać z nim kontraktu. W 2008 roku Maye podpisał kontrakt z portorykańskim zespołem Indios de Mayaguez, w  którym występował przez jeden sezon. W listopadzie 2009 roku został zawodnikiem PBG Basket Poznań, z którego odszedł 27 stycznia 2010 roku. Podpisał wówczas kontrakt z irańskim klubem Zob Ahan Isfahan BC, w którym występował do marca 2010 roku. Wówczas to ponownie podpisał kontrakt z portorykańskim Indios de Mayaguez. Po zakończeniu sezonu został zawodnikiem australijskiego klubu Gold Coast Blaze. 25 stycznia 2011 roku podpisał roczny kontrakt z Zastalem Zielona Góra.

## Kariera seniorska
- 1999-2003: NC-Greensboro
- 2003-2004: Asker Aliens
- 2004-2006: Rome Gladiators
- 2006-2008: Dakota Wizards
- 2008-2009: Indios de Mayaguez
- 2009–2010: PBG Basket Poznań
- 2010: Zob Ahan Isfahan BC
- 2010: Indios de Mayaguez
- 2010: Gold Coast Blaze
- 2011: Zastal Zielona Góra

## Statystyki w Polskiej Lidze Koszykówki
| Sezon   | Drużyna             | M  | S5 | MPG  | FG%   | 3P%   | FT%   | RPG | APG | SPG | BPG | PPG  |
| ------- | ------------------- | -- | -- | ---- | ----- | ----- | ----- | --- | --- | --- | --- | ---- |
| 2009/10 | PBG Basket Poznań   | 8  | 5  | 29,3 | 57,0% | 56,0% | 94,0% | 3,9 | 1,6 | 0,8 | 0,0 | 15,2 |
| 2010/11 | Zastal Zielona Góra | 12 | 12 | 29,9 | 42,0% | 49,0% | 89,0% | 4,4 | 1,8 | 0,3 | 0,1 | 14,5 |